# Підприємництво
Підприє́мництво, підприє́мницька дія́льність — самостійна, ініціативна, систематична, на власний ризик, господарська діяльність задля досягнення економічних і соціальних результатів та одержання прибутку. Підприємці –  люди, які займаються підприємництвом.

## Визначення
Слід зазначити, що в Україні терміни «бізнес» і «підприємництво» сприймаються як слова-синоніми. Сутністю підприємництва є знаходження і випробування чогось нового — того, чого не було раніше в структурі виробництва, в соціумі чи суспільстві.
Вперше в науковий обіг судження «підприємництво», було введено англійським науковцем Річардом Кантільоном (1680–1734 рр.).
У західних країнах підприємництво розглядається як особливий тип господарювання, в основі якого — пошук нових можливостей виробництва товарів і послуг на основі інновацій та уміння залучення ресурсів із найрізноманітніших джерел.

## Концепія підприємництва та його роль у створенні добробуту
Американські науковці К. Макконнелл і С. Брю, автори підручника «Економікс», зазначають, що, по-перше, підприємець одночасно є рушійною силою виробництва і посередником, який зводить разом інші ресурси для здійснення процесу, котрий обіцяє бути прибутковою справою. По-друге, підприємець бере на себе важке завдання ухвалення основних рішень під час виробництва товарів, надання послуг, тобто тих не рутинних рішень, які й визначають напрямок діяльності підприємства. По-третє, підприємець — це новатор, особа, яка прагне вводити в побут на комерційній основі нові продукти, нові виробничі технології або навіть нові форми організації підприємства. Нарешті, по-четверте, підприємець — це людина, що йде на ризик. Він ризикує не лише своїм часом, працею, діловою репутацією, але й вкладеними коштами — власними і/або компаньйонів-акціонерів.
У вітчизняній економічній науці найповніше підприємництво окреслив З. С. Варналій: «Підприємництво як економічна категорія — є особливий вид господарювання, де головним суб'єктом є підприємець, котрий досконало поєднує фактори виробництва на інноваційній основі і власній відповідальності, організує і керує виробництвом задля одержання підприємницького доходу».
Головна цінність цього визначення полягає в тому, що в ньому називається дві головні ознаки підприємництва: по-перше, це особливий тип господарника за своїми новаторськими здібностями; по-друге, успіх побудовано на інноваційній діяльності.
У підручнику 2000 року із серії «Вища освіта» групи авторів під ред. М. Г. Лапусти «Підприємництво» сказано: «Підприємництво — вільне економічне господарювання в різних сферах діяльності (крім заборонених законодавчими актами), здійснюване суб'єктами ринкових відносин заради задоволення потреб окремих споживачів і суспільства загалом в товарах (роботах і послугах) та одержання прибутку (доходу), необхідних для саморозвитку власної справи (підприємства) і забезпечення фінансових обов'язків перед бюджетами й іншими господарчими суб'єктами».
І далі: «Підприємництво — це принципово новий тип господарювання, який засновано на інноваційному поводженні власників підприємства, на умінні знаходити і використовувати ідеї, утілювати їх у певні підприємницькі проєкти…».
Адже статична рівновага породжує позитивну процентну ставку, а постійний залишок доходу понад заробітну плату і відсоток, можливі лише завдяки невпинному впровадженню інновацій, що порушують стан рівноваги.
Визначення підприємця як інноватора, дав американський економіст австрійського походження Йозеф Шумпетер.
Й. Шумпетер у роботі «Теорія економічного розвитку» (1911) підходить до оцінки підприємця набагато ширше загальноприйнятого визначення його попередниками. Якщо для Адама Сміта підприємець, це приватник, а приватна власність — матеріальна основа підприємництва, то Шумпетер вважає підприємцями не тільки «самостійних» господарських суб'єктів, але й усіх тих, хто не має тривалих зв'язків з певним підприємством і використовує їх лише для проведення нових способів керування факторами виробництва. Підприємець — це особливий тип людей. Вони виконують завдання новаторів. Здійснити новацію в економіці нелегко. Зазвичай  їй при цьому протидіє зовнішнє становище, оскільки «нововведення в економіці, здебільшого, впроваджуються не після того, як спочатку у споживача стихійно виникнуть нові потреби…, а лише тоді, коли саме виробництво прищепить споживачам нові потреби».
Розвиток підприємництва — одне із найпотужніших джерел зайнятості та доходів територій і населення у разі неспроможності держави забезпечити централізовану підтримку розвитку регіонів.
Підприємництво це самостійна, ініціативна, на власний ризик і під свою майнову відповідальність діяльність з виробництва продукції, виконання робіт, надання послуг задля одержання прибутку, а також інших вигод.
Творчий підприємець  розглядається, наприклад представниками Австрійської школи як головна дійова особа суспільних процесів на відміну від "людини економічної" неокласичної школи. Хесус Уерта де Сото пише:
|                       | Підприємництво - визначна особливість справжнього світу, який постійно перебуває у стані нерівноваги, тож через це не може грати якусь роль у моделях рівноваги, яким приділяють увагу неокласичні автори. Більше того, неокласичні теоретики розглядають підприємництво як рядовий чинник виробництва, розміщення якого визначається очікуваними вигодами та витратами. Вони не усвідомлюють того, що за такого підходу виникає нерозв'язна логічна суперечність: попит на підприємницькі ресурси, заснований на очікуваних витратах і вигодах, передбачає віру в те, що можна сьогодні отримати певні відомості (про можливу величину майбутніх витрат і вигід) ще до того, як ця інформація буде створена підприємницькими зусиллями. Іншими словами, головне, …, завдання підприємця полягає у створенні і відкритті нової інформації, яка раніше не існувала, й допоки це створення не буде завершеним, цієї інформації не існує й вона не може бути нікому відома, отже не в силах людських заздалегідь ухвалювати неокласичні рішення про розміщення ресурсів у відповідності з очікуваними витратами і вигодами. |
| — Хесус Уерта де Сото | |

Фрідріх Гаєк у вступі до «Конституції свободи» (1960) підкреслює значення підприємництва для розвитку цивілізації:
… коли необхідна умова вільного розвитку — дух індивідуальної ініціятиви — відсутній, тоді, безсумнівно, без нього жодна життєздатна цивілізація не зможе рухатися вперед. (С. 11)
Й описує вплив одержавлення на дух підприємництва у Розділі 9 «Безпека і свобода» «Шляху до рабства» (1944):
Ми не маємо права засуджувати нашу молодь за те, що вона обирає безпечну роботу з надійною зарплатою, а не 

ризиковане підприємництво, після того як чує з дитинства, що саме така робота дає значні переваги і зовсім не вважається егоїстичним чи аморальним заняттям. Сучасне молоде покоління виросло у світі, де школа і преса подають дух вільного підприємництва як щось, що дискредитує людину, а отримання прибутку — як справу аморальну, де створення сотні робочих місць називають експлуатацією, а командування такою самою кількістю осіб — героїзмом. (С. 116)

## Ознаки і функції підприємництва
Основними ознаками підприємництва є: самостійність, відповідальність за ухвалення рішень, їх наслідки, ризик, ініціативність, активний пошук нових, оригінальних рішень, спрямованість на досягнення комерційного успіху, прагнення до збільшення прибутків, тощо
Підприємництво є проявом науково-технічної, економічної (комерційної), організаційної творчості і новаторства. Сучасна західна література поділяє підприємницьку діяльність на три функції
1. ресурсну (залучення капіталу, трудових, матеріальних і інформаційних ресурсів)
2. організаційну (організація виробництва, збуту, маркетингу, реклама)
3. творчу (новаторство, прояв і застосування ініціативи, вміння ризикувати).

## Принципи підприємництва
Підприємництво здійснюється на основі певних принципів. Основними є:
- вільний вибір видів діяльності;
- залучення на добровільних засадах до здійснення підприємницької діяльності майна та коштів юридичних осіб і громадян;
- самостійна розробка програм діяльності та вибір постачальників і споживачів виробленої продукції, встановлення цін відповідно до законодавства;
- вільне наймання працівників;
- залучення матеріально-технічних, фінансових, трудових, природних та інших ресурсів, використання яких не заборонено або не обмежено законодавством;
- вільне розпорядження прибутком, що залишається після внесення платежів, встановлених законодавством;
- самостійне здійснення підприємцем-юридичною особою зовнішньоекономічної діяльності, використання будь-яким підприємцем частки валютної виручки, що йому належить, на власний розсуд.

### Права та обов'язки фізичних осіб— суб'єктів підприємницької діяльності
Фізичні особи — підприємці мають право без обмежень ухвалювати рішення і здійснювати самостійно будь-яку діяльність, що не суперечить чинному законодавству.
Фізичні особи — суб'єкти підприємницької діяльності на добровільній основі можуть відкривати поточні рахунки в банківських установах. Проте вони можуть працювати і винятково за готівку.
Приватні підприємці, які відкрили поточні рахунки, формально повинні зберігати кошти у банківській установі. Водночас ліміт залишку готівки, що є підсумком діяльності, приватним підприємцям не встановлюється. Це також надає деякі переваги такому способу підприємництва. Потреба у готівкових коштах задовольняється шляхом отримання їх за банківським чеком.
Здійснюючи господарську діяльність, фізична особа-підприємець може користуватися коштами з поточного розрахункового банківського рахунку в повному обсязі. Що стосується готівки, то відповідно до Постанови Про затвердження Положення про ведення касових операцій у національній валюті в Україні, сума готівкового розрахунку одного підприємства (підприємця) з іншим підприємством (підприємцем) не повинна перевищувати 10 тисяч гривень протягом одного дня за одним або кількома платіжними документами. Платежі понад установлену граничну суму проводяться винятково в безготівковому порядку.[8]
Для підприємців, які уклали трудові договори із найманими працівниками, існують обмеження у разі наявності непогашеної податкової заборгованості. У разі виникнення такої заборгованості вони можуть використовувати готівку для забезпечення господарських потреб, але не на виплату заробітної плати, допомоги всіх видів і відшкодувань найманим працівникам. У таких випадках усі виплати, пов'язані із оплатою праці найманих працівників, мають забезпечуватися винятково завдяки коштам, отриманим із установ банків.
Отже, приватний підприємець, який відкриває рахунок у банку, має більшу маневровість у скрутному становищі і необмежені можливості щодо обсягів розрахунків із діловими партнерами.
Усі надходження коштів повинні бути документально засвідчені і враховані під час визначення розміру доходу від діяльності.
Слід зауважити, що у разі, коли приватний підприємець працює з готівкою і купує торговий патент, він не має права відносити сплачену за цей патент грошову суму на свої витрати, адже на документально підтверджену вартість патенту, знижується сума його прибуткового податку.
Що стосується прибуткового податку, то його сплата зазвичай, здійснюється із застосуванням авансових платежів у рівних частках щоквартально із розрахунку за 100 % суми прибуткового податку минулого року. Під час квартальних звітів провадиться перерахунок, зважаючи на фактично отриманий чистий дохід.
Така безпосередня залежність розміру прибуткового податку фізичної особи — суб'єкта підприємницької діяльності від реально отриманого доходу, дає їй деякі економічні переваги перед юридичними особами. Водночас практика авансових внесків в умовах ринкової нестабільності, загальної нестачі обігових коштів і, переважно, незначної їх кількості у фізичних осіб — приватних підприємців, дещо знижує привабливість цієї форми підприємницької діяльності та призводить до приховування доходів. Перехід до спрощених систем оподаткування сприяє виправленню такого становища.
Проте законодавство містить обмеження щодо можливості провадження приватними підприємцями певних видів діяльності. Такими обмеженнями зокрема є:
1. Згідно зі статтею 2 Закону України «Про страхування» страховиками можуть бути фінансові установи, які створені у вигляді акціонерних, повних, командитних товариств або товариств з додатковою відповідальністю. Отже, встановлено обмеження щодо здійснення страхової діяльності;
2. Не може також здійснювати довірчу (представницьку) діяльність, оскільки згідно зі статтею 1 Декрету Кабінету Міністрів України «Про довірчі товариства», довірчим товариством може бути юридична особа, створена у формі товариства з додатковою відповідальністю;
3.Обмеження щодо ведення банківської діяльності. Згідно зі статтею 6 Закону України «Про банки і банківську діяльність», банки в Україні створюються у формі акціонерного товариства, товариства з обмеженою відповідальністю або кооперативного банку;
3. Згідно з Законом України від 23 лютого 2006 року «Про цінні папери та фондовий ринок» торговцями цінних паперів можуть бути банки, акціонерні товариства, статутний фонд яких утворено за рахунок винятково іменних акцій, та інші товариства, для яких операції з цінними паперами становлять винятковий вид їх діяльності. Отже, не може здійснювати діяльність з випуску та обігу цінних паперів;
4. Фізична особа — підприємець не може вести діяльність у галузі організації телебачення і радіомовлення відповідно до Закону України «Про телебачення і радіомовлення»;[9]
5. Забороняється здійснювати діяльність у галузі організації зв'язку на основі Закону України «Про телекомунікації»;[10]
6. Космічну діяльність фізична особа — підприємець також вести не може, на основі Закону України «Про космічну діяльність»;
7. Заборонено вести діяльність у галузі здійснення операцій з метало-брухтом. Згідно зі ст. 4 Закону України «Про металобрухт» операції з ним здійснюються лише особливими або спеціалізованими металургійними переробними підприємствами, а також їх приймальними пунктами;
8. Вести діяльність у галузі загальної середньої освіти, приватний підприємець також не може згідно з Законом України «Про загальну середню освіту»;[11]
9. Встановлено також заборону здійснювати концесійну діяльність стосовно будівництва та експлуатації автомобільних доріг. Згідно зі статтею 1 Закону України «Про концесії на будівництво та експлуатацію автомобільних доріг», концесіонером може бути юридична особа.
Ринкові принципи діяльності, такі як, конкуренція, економічність, раціональність й ефективність, знаходять на рівні підприємства первинну сферу свого застосування. Мета виробничої діяльності підприємства має двоїстий характер: безпосередня мета і мотив діяльності — отримання прибутку від продажу продукції та послуг. Але отримувати прибуток можна лише виробляючи продукцію, що має попит і через те, підприємства змушені одночасно з нарощенням прибутку, домагатися задоволення збільшуваних потреб населення. Підприємства, основною метою яких є отримання прибутку, називаються комерційними. Конкретні цілі та завдання, заради яких створюються комерційні підприємства, вносяться в правові документи про їх створення. Документ, який визначає взаємини між підприємством та товариством називається статутом, а документ, що визначає відносини між засновниками підприємства — «Установчим договором». Статут передбачає такі основні розділи : 
- Загальні положення (юридичний статус, адреса, власники підприємства);

- Предмет діяльності (мета створення і види діяльності);
- Статутний капітал підприємства (розмір і частка кожного засновника) ;
- Права та обов'язки підприємства ;
- Порядок розподілу прибутку;
- Органи керування підприємством;
- Порядок ліквідації підприємства і розподіл його майна.

В установчому договорі про створення підприємства передбачаються наступні основні розділи :
- Загальні положення ;
- Дані про засновників (склад, адреса, паспортні дані) ;
- Статутний капітал (загальна сума і розподіл по частках) ;
- Права та обов'язки засновників.

## Моделі підприємництва
Розрізняють дві моделі підприємництва: класичну й інноваційну.
Особливість класичної моделі в тому, що вона зосереджується на нарощуванні віддачі від наявних у даній фірмі ресурсів. Економічна зацікавленість, одержання прибутку є основними мотивами цього виду підприємництва. Схема дій цієї моделі така: оцінка наявних ресурсів; вивчення можливостей досягнення мети; використання тієї можливості, яка забезпечує найбільшу віддачу від власних ресурсів.
Інноваційна модель підприємництва передбачає використання будь-яких можливостей (у межах закону). Схема дій тут така: визначення мети; вивчення зовнішнього середовища і пошук альтернативних можливостей; оцінка власних ресурсів і зіставлення їх із знайденими можливостями; пошук у зовнішньому середовищі додаткових джерел, якщо бракує власних ресурсів; дія згідно з найбільш вигідним альтернативним варіантом та залучення власних і зовнішніх ресурсів.
Середовище зовнішнє — зовнішні умови здійснення підприємницької діяльності, що не залежать від фірми (підприємства, організації), але які мають обов'язково враховуватися під час розроблення стратегії її розвитку, бізнес-плану та інше.

## Підприємництво та інформація
Підприємці постійно породжують нову інформацію, яка за своєю природою є суб'єктивною, розпорошеною, має прикладні властивості й важко піддається артикулюванню.

## Умови здійснення підприємницької діяльності
Для виникнення і розвитку підприємництва потрібні відповідні умови. Соціально-економічні передумови цивілізованого розвитку підприємництва, можна об'єднати в 4 основні групи: економічні, політичні, психологічні й юридичні.
1. Основні ключові економічні моменти відродження підприємництва:
- роздержавлення, приватизація, усунення монополізму;
- потреба існування ринкової інфраструктури (банки, біржі, постачально-збутові організації, транспортна система тощо);
- самостійність, свобода вибору й ухвалення рішень.

2. Першочергові політичні умови:
- спокій в країні і розвиток процесу демократизації;
- підвищення авторитету уряду, довіри до нього народу.

3. Наявність сприятливого психологічного клімату серед населення.
4. Наявність юридичних законів, які сприяють розвитку підприємництва, захищають його, підтримують.
Підприємництво слід відрізняти від наукових досліджень, конструювання нових виробів, розробки дизайну чи торговельної марки, побудови типового технологічного процесу. Всі ці складові становлять підстави і передумови виробництва та бізнесу. Але без підприємництва ці розробки не впроваджуються, залишаючись на папері.

## Форми і види підприємництва
Підприємницька діяльність здійснюється в певних формах і видах.
Основними формами підприємництва є приватне, колективне і державне. Використання тієї або іншої форми підприємництва залежить від того, діє підприємець самостійно чи в кооперації з іншими підприємцями, використовує для бізнесу лише своє майно чи залучає і власність інших осіб, використовує лише особисту працю чи залучає і найманих робітників.
Види і форми підприємства класифікуються за низкою ознак: За видами діяльності можна виділити 3 види:
- Підприємства, що діють у галузі матеріального виробництва та його великих підрозділів (будівництво, машинобудування) і нематеріального виробництва, відмітною ознакою якого є створення особливого продукту послуг (матеріальних послуг);
- Підприємства, що здійснюють посередницьку діяльність, завдання якої — встановлення зв'язків і укладання контрактів між підприємствами ;
- Сфера нематеріального обслуговування (це невиробничі послуги, які є показниками рівня життя в країні: (торгівля) ;

За кількістю видів виробленої продукції підприємства поділяються:
- На спеціалізовані, що випускають обмежену кількість видів товарів і багатопрофільні, що виробляють різні товари у великому асортименті. Водночас, залежно від рівня спеціалізації вирізняють підприємства з предметної, подетальної, технологічної та змішаної спеціалізації.
- Предметна — виробництво готових до вживання товарів.
- Подетальна — випуск запасних деталей і частин.
- Технологічна — коли на підприємстві зосереджена певна стадія технічного процесу.
- Змішана — відзначається наявністю на підприємстві діяльності з предметної та технологічної спеціалізації.

За розміром: великі, середні, малі.
Найчастіше підприємство визначається за середньою кількістю працівників. Для віднесення підприємства до малого, це число не повинно перевищувати у промисловості 100, в сільському господарстві — 60, у науці — 60, в інших галузях виробництва — 50 осіб. Доцільно використання не одного, а трьох показників для визначення розмірів підприємства: чисельність працівників, обсяг продукції, що випускається і розмір прибутку. Для зарахування до розряду малих достатньо, щоби підприємство відповідало двом із зазначених показників. Великі підприємства мають низку переваг: значні обсяги дозволяють використовувати поділ праці всередині підприємства, можливість придбання високомеханізованого і автоматизованого обладнання, спроможність проведення великих науково-дослідних і дослідно-конструкторських робіт. Однак, в останні десятиліття в економіці розвинених країн, отримала великий розвиток підтримка малого бізнесу. Переваги малого бізнесу: малий бізнес динамічніше великого, жвавіше реагує на зміну споживчого попиту. Малий бізнес швидше реагує на виробництво нових технологій та переозброюється технічно, потребує менших капіталовкладень, забезпечує прискорену окупність. Малий бізнес швидше пристосовується до нових умов і вимог науки.
Підприємницька діяльність відзначається різноманітним змістом конкретної діяльності і чинниками підприємництва, які при цьому використовуються. Залежно від напрямку підприємницької діяльності й її зв'язку з основними стадіями процесу відтворення, розрізняють такі види підприємництва: виробниче, комерційне, фінансове, високотехнологічне тощо. Всі вони мають свої підвиди.
Виробниче підприємництво — це будь-яка матеріальна, інтелектуальна, творча діяльність, яка пов'язана з виробництвом продукції, товарів, наданням відповідних послуг, створенням певних духовних цінностей. Зміст цього виду підприємництва полягає в тому, що підприємець, використовуючи як чинники власні або придбані засоби праці і робочу силу, організовує виробництво продукції, послуг, духовних цінностей для подальшого продажу покупцям заради отримання прибутку.
Виробниче підприємництво належить до числа найбільш суспільно необхідних і одночасно найскладніших видів бізнесу. Воно не забезпечує так швидко прибуток, як інші види бізнесу, його прибутковість, зазвичай, становить лише 10-12 %. Через це воно не є дуже привабливим для початку діяльності сучасних вітчизняних підприємців. Головне завдання виробничого підприємництва — організація виробництва (товарів, будівельних робіт, транспортних перевезень, послуг зв'язку тощо). На розвиток виробничого підприємництва в Україні суттєво впливають такі негативні явища, як відсутність придатної законодавчої бази, недосконалість податкової системи, незахищеність підприємців, хабарництво тощо.
Комерційне підприємництво відзначається діяльністю, котра пов'язана з операціями й угодами з купівлі-продажу товарів і послуг. В цьому бізнесі підприємець постає як торговець, комерсант, який купує товари для подальшого перепродажу. Товар закуповується, зазвичай, за гуртовими цінами, а продається — за більш високими договірними. Завдяки різниці між гуртовою і роздрібною ціною, торговий підприємець створює для себе прибуток і покриває витрати, пов'язані з продажем товару. Комерційне підприємництво дістало найбільший розвиток в Україні в перші роки переходу до ринку. Воно набуло стрімкого розвитку, насамперед як приватне, індивідуальне підприємництво. Такий вид діяльності притягує швидшою віддачею і відносно високою прибутковістю, яка досягає 20-30 % і навіть більше.
Фінансове підприємництво — це особливий вид комерційної діяльності, який пов'язаний з купівлею-продажем національної й іноземної валют і цінних паперів. Підприємець купує такі фінансові ресурси у їхніх власників, а потім з вигодою для себе перепродає покупцям. Різниця між цінами купівлі-продажу грошових ресурсів становить прибуток (маржу) фінансового підприємця.
Високотехнологічне підприємництво — підприємницька діяльність у галузі високих технологій, в основу якої покладено інноваційні ідеї зі створення наукомістких товарів та/або послуг. Високотехнологічним підприємцем є талановита, освічена людина, яка, натрапивши на вартісну наукову ідею, перетворює її на сутність власного бізнесу та працевлаштування. В умовах утворення глобальної економіки знань високотехнологічне підприємництво, є основним рушієм світового економічного зростання та інноваційного розвитку. Основною особливістю високотехнологічного підприємництва є складність, непередбачуваність, швидкість і неоднозначність змін технологій та ринку, що вимагає від підприємця застосування спеціальних підходів та способів для досягнення бажаного економічного результату.

## Обмеження підприємницької діяльності
Підприємницька діяльність може бути обмежена. В різних країнах світу питання обмеженості у здійсненні підприємництва розв'язуються по-іншому. В Україні, відповідно до чинного законодавства, приватним особам забороняється вести такі види підприємницької діяльності, як виготовлення і продаж наркотичних засобів, військової зброї та боєприпасів до неї, вибухових речовин, охорона об'єктів державної власності, тощо.
Крім цього, в різних країнах встановлюється певна низка видів підприємницької діяльності, які можна здійснювати лише за умови отримання спеціального дозволу — ліцензії. Такі види підприємництва визначаються відповідними законами, в інтересах держави і громадян. В Україні система ліцензування регулюється цілою низкою Законів та інших нормативно-правових актів. Основний перелік наведено у п.1 ст.7 Закону України «Про ліцензування видів господарської діяльності» від 02.03.2015 № 222-VIII:
1. Ліцензуванню підлягають такі види господарської діяльності:
1) банківська діяльність, яка ліцензується відповідно до Закону України «Про банки і банківську діяльність»;
2) надання фінансових послуг (крім професійної діяльності на ринку цінних паперів);
3) професійна діяльність на ринку цінних паперів, яка ліцензується з урахуванням особливостей, визначених Законом України «Про державне регулювання ринку цінних паперів в Україні»;
4) діяльність у галузі телебачення і радіомовлення, яка ліцензується відповідно до Закону України «Про телебачення і радіомовлення»;
5) діяльність у сфері електроенергетики, яка ліцензується з урахуванням особливостей, визначених Законом України «Про ринок електричної енергії», і діяльність у галузі використання ядерної енергії, яка ліцензується з урахуванням особливостей, визначених Законом України «Про дозвільну діяльність у сфері використання ядерної енергії»;
6) освітня діяльність закладів освіти;
7) виробництво і торгівля спиртом етиловим, коньячним і плодовим, алкогольними напоями та тютюновими виробами, яка ліцензується відповідно до Закону України «Про державне регулювання виробництва і обігу спирту етилового, коньячного і плодового, алкогольних напоїв та тютюнових виробів»;
8) діяльність у галузі телекомунікацій з урахуванням особливостей, визначених Законом України «Про телекомунікації», надання послуг у галузі криптографічного захисту інформації (крім послуг електронного цифрового підпису) та технічного захисту інформації, за переліком, що визначається Кабінетом Міністрів України;
{Ліцензування діяльності у сфері телекомунікацій, передбаченої пунктом 8 частини першої статті 7, втрачає чинність з 1 січня 2018 року — див. пункт 2 статті 21 цього Закону}
9) будівництво об'єктів, що за класом наслідків (відповідальності) належать до об'єктів з середніми та значними наслідками, — з урахуванням особливостей, визначених Законом України «Про архітектурну діяльність»;
10) виробництво лікарських засобів, гуртова та роздрібна торгівля лікарськими засобами, імпорт лікарських засобів (крім активних фармацевтичних інгредієнтів) — з урахуванням особливостей, визначених Законом України «Про лікарські засоби»;
11) виробництво та ремонт вогнепальної зброї невійськового призначення і боєприпасів до неї, холодної зброї, пневматичної зброї калібру понад 4,5 міліметра і швидкістю польоту кулі понад 100 метрів на секунду, торгівля вогнепальною зброєю невійськового призначення та боєприпасами до неї, холодною зброєю, пневматичною зброєю калібру понад 4,5 міліметра і швидкістю польоту кулі понад 100 метрів на секунду; виробництво спеціальних засобів, заряджених речовинами сльозогінної та подразнювальної дії, особистого захисту, активної оборони та їх продаж;
12) виробництво вибухових матеріалів промислового призначення за переліком, що визначається Кабінетом Міністрів України;
13) надання послуг і виконання робіт протипожежного призначення за переліком, що визначається Кабінетом Міністрів України;
14) виробництво особливо небезпечних хімічних речовин, перелік яких визначається Кабінетом Міністрів України, поводження з небезпечними відходами. Не підлягає ліцензуванню зберігання (накопичення) суб'єктом господарювання утворених ним небезпечних відходів, якщо протягом року з дня утворення небезпечні відходи передаються суб'єктам господарювання, що мають ліцензію на поводження з небезпечними відходами;
15) медична практика;
16) діяльність банків пуповинної крові, інших тканин і клітин людини згідно з переліком, затвердженим Міністерством охорони здоров'я України;
17) ветеринарна практика;
18) випуск та проведення лотерей;
19) туроператорська діяльність;
20) посередництво у працевлаштуванні за кордоном;
21) промисловий вилов водних біоресурсів за межами юрисдикції України;
22) культивування рослин, внесених до таблиці I Переліку наркотичних засобів, психотропних речовин і прекурсорів, затвердженого Кабінетом Міністрів України, розроблення, виробництво, виготовлення, зберігання, перевезення, придбання, реалізація (відпуск), ввезення на територію України, вивезення з території України, використання, знищення наркотичних засобів, психотропних речовин і прекурсорів, внесених до зазначеного Переліку, — з урахуванням особливостей, визначених Законом України «Про наркотичні засоби, психотропні речовини і прекурсори»;
23) діяльність, пов'язана з розробленням, виготовленням, постачанням спеціальних технічних засобів для зняття інформації з каналів зв'язку та інших технічних засобів негласного отримання даних (критерії належності та перелік технічних засобів негласного отримання інформації визначаються Кабінетом Міністрів України за поданням Служби безпеки України);
24) перевезення пасажирів, небезпечних вантажів та шкідливих відходів річковим, морським, автомобільним, залізничним та повітряним транспортом, міжнародні перевезення пасажирів та вантажів автомобільним транспортом;
25) зовнішньоекономічна діяльність відповідно статті 16 Закону України «Про зовнішньоекономічну діяльність»;
26) транспортування нафти, нафтопродуктів магістральним трубопроводом;
27) діяльність на ринку природного газу, яка ліцензується з урахуванням особливостей, визначених Законом України «Про ринок природного газу»;
28) централізоване водопостачання та водовідведення, крім централізованого водопостачання та водовідведення за нерегульованим тарифом;
29) виробництво теплової енергії, транспортування теплової енергії магістральними і місцевими (розподільчими) тепловими мережами та постачання теплової енергії, крім виробництва, транспортування та постачання теплової енергії за нерегульованим тарифом;
30) охоронна діяльність;
31) перероблення побутових відходів;
32) захоронення побутових відходів;
33) виробництво ветеринарних препаратів.

## Оманливе підприємництво
Див. ще: фірма-метелик
Під фіктивним підприємництвом в українському законодавстві розуміється створення або придбання суб'єктів підприємницької діяльності (юридичних осіб) задля прикриття незаконної діяльності або здійснення видів діяльності, щодо яких є заборона. Фіктивне підприємництво є злочином. За допомогою "фіктивного підприємництва" державні службовці, зокрема податківці, здійснюють тиск на бізнес заради отримання корупційної ренти.